# Driewegkatalysator

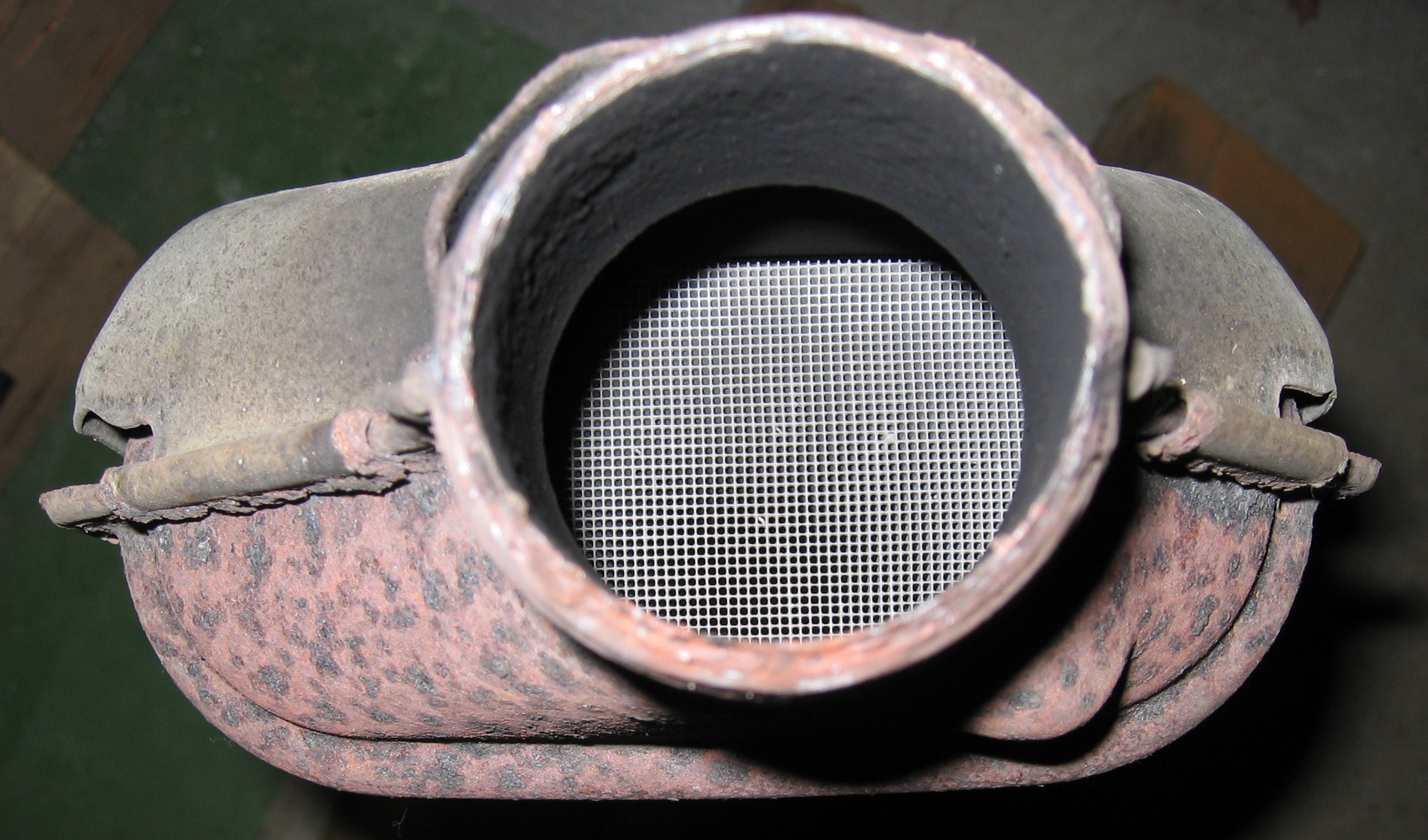
Een katalysator

Een driewegkatalysator is een constructie uit de motortechniek met als doel het katalytisch reinigen van uitlaatgassen. De naam verwijst naar de drie reacties die hierbij plaatsvinden. Inmiddels zijn de meeste katalysatoren van het zogenaamde geregelde type. Door middel van een lambdasonde wordt de uitlaatgassamenstelling gemeten en bijgestuurd zodat de katalysator een voor de katalyse bruikbaar mengsel krijgt. De katalysator kan hierdoor optimaal functioneren.
In de jaren tussen 1980 en 2000 werd de platina-rodium-katalysator langzaam maar zeker verplicht gesteld in Europa; in de Verenigde Staten van Amerika was deze al verplicht. Deze katalysator werd in 1960 voor het eerst in een patent beschreven. In 1970 werden de eerste experimenten uitgevoerd waarbij stikstofmonoxidegas (NO) werd gereduceerd onder oxidatieve omstandigheden. Volvo bouwde in 1978 als eerste deze katalysator in haar voertuigen in. Er is inmiddels een grote ontwikkeling doorgemaakt.
De katalysator bestaat uit een monolithische drager van cordieriet, een hoogsmeltend keramisch materiaal met een honingraatachtige celstructuur. De wanden van elke cel zijn bedekt met aluminiumoxide. In deze drager zijn de werkzame metalen van de katalysator ingebed. Een voorbeeld daarvan naast platina en rodium is cerium(IV)oxide (CeO2) en cerium(III)oxide (Ce2O3). Deze stof stabiliseert de metaaldeeltjes op de alumina-drager en werkt als een buffer voor zuurstof.
Over deze katalysator worden de uitlaatgassen geleid en er vinden de volgende drie reacties plaats:
1. {\displaystyle {\ce {2 CO(g) + 2 NO(g) -> N2(g) + 2 CO2(g)}}}
2. {\displaystyle {\ce {2 CO(g) + O2(g) -> 2 CO2(g)}}}
3. {\displaystyle {\ce {{4C_{\mathit {x}}H_{\mathit {y}}(g)}+(4{\mathit {x}}+{\mathit {y}})\ O2(g)->{2{\mathit {y}}\ H2O(g)}+4{\mathit {x}}\ CO2(g)}}}

Dit zijn de drie hoofdreacties. Daarnaast treden nog enkele nevenreacties op, sommige ongewenst. Vanwege de katalyse van drie reacties tegelijkertijd wordt deze katalysator ook wel de driewegkatalysator genoemd. Grof gezegd reduceert het rodium NO en oxideert het platina koolstofmonoxide (CO) en de koolwaterstoffen. Het platina en rodium kunnen vervangen worden door palladium, de werking blijft hetzelfde.
Gerhard Ertl heeft uitgebreid studie gedaan naar chemische oppervlaktereacties. Met name onderzocht hij de oxidatie van koolstofmonoxide (CO) tot koolstofdioxide (CO2) op de oppervlakken van eenkristallen. Voor deze studies ontving hij in 2007 de Nobelprijs voor Scheikunde.